# Jim Sheppard
Jim Sheppard (8 maggio 1961) è un bassista statunitense, membro fondatore della band Nevermore.

## Biografia
Jim Sheppard è il bassista della Metal Band Nevermore di Seattle. Conosciuto anche per aver suonato nei Sanctuary.

## Curiosità
Jim, insieme al cantante Warrel Dane, è uno chef certificato e insieme avevano un ristorante a Seattle.

## Discografia

### Con i Sanctuary
- Refuge Denied (1987)
- Into The Mirror Black (1990)

### Con i Nevermore
- Nevermore (1995)
- In Memory (EP, 1996)
- The Politics of Ecstasy (1996)
- Dreaming Neon Black (1999)
- Dead Heart in a Dead World (2000)
- Enemies of Reality (2003, remixato in 2004)
- This Godless Endeavor (2005)
- The Year Of The Voyager live (2008)
- The Obsidian Conspiracy (2010)